# Anathallis kautskyi
Anathallis kautskyi é uma espécie de planta do gênero Anathallis e da família Orchidaceae.

## Taxonomia
A espécie foi descrita em 2001 por Mark W. Chase e Alec M. Pridgeon.
Os seguintes sinônimos já foram catalogados:
- Pleurothallis kautskyi  Pabst
- Panmorphia kautskyi  (Pabst) Luer
- Specklinia kautskyi  (Pabst) Luer

## Forma de vida
É uma espécie epífita e herbácea.

## Conservação
A espécie faz parte da Lista Vermelha das espécies ameaçadas do estado do Espírito Santo, no sudeste do Brasil. A lista foi publicada em 13 de junho de 2005 por intermédio do decreto estadual nº 1.499-R.

## Distribuição
A espécie é endêmica do Brasil e encontrada no estado brasileiro de Espírito Santo.  A espécie é encontrada no domínio fitogeográfico de Mata Atlântica, em regiões com vegetação de floresta ombrófila pluvial.